# 宇多丸
宇多丸（うたまる、1969年5月22日 - ）は、日本のラッパー。
ジャパニーズヒップホップ黎明期の1990年代前半から活躍するヒップホップグループ・RHYMESTERのMC、マイクロフォンNo.1。本名、佐々木 士郎（ささき しろう）。かつてはMC SHIRO、歌丸名義で活動をしていた。
FGメンバーでは最年長。ライター、映画評論家、アイドル評論家、クラブDJ、ラジオDJとしても活動。

## 来歴
東京都港区生まれ、文京区千駄木育ち。文京区立千駄木小学校、巣鴨中学校・高等学校、早稲田大学法学部卒業。
中学入学当初はサッカー部に入部するも退部。それ以降は帰宅部だったが、文化祭で友人らと共に、立花ハジメの音楽に合わせたプロモーションビデオを製作するなどしていた。中高時代はブラックミュージックをはじめ、歌謡曲やアイドルソングなど幅広いジャンルの音楽に触れる。近田春夫、いとうせいこうが日本語ラップを広めたのもこの頃であり、親しんだ洋楽と歌謡曲への興味がリンクしたのが日本語ラップだったとしている。
大学時代の1989年に「早稲田大学ソウルミュージック研究会ギャラクシー」に入り、坂間大介（現・Mummy-D）とともにRHYMESTERを結成。1992年11月25日、CRAZY Aが発売したミニアルバム『PLEASE』に収録されている「WATCH ME!」にEAST ENDと共に参加する。この曲がRHYMESTERにとって初のCDデビューの曲となる。1993年4月25日、RHYMESTERとして1stアルバム『俺に言わせりゃ』でインディーズデビュー。1994年、ヒップホップ専門音楽雑誌FRONTにて自身の連載『B-BOYイズム』を本名の佐々木士郎名義で開始する。ヒップホップグループサイプレス上野とロベルト吉野のMCサイプレス上野が佐々木士郎宛てに毎月手紙を送っていたなど、同連載は多くのラッパー達に影響を与えた。宇多丸自身も、毎年夏に開催されるB-BOY PARKのMCバトルの司会など、古くから日本のヒップホップイベントに関わってきた。2000年、サブカル雑誌のBUBKA5月号にて、現在も続く長寿連載となる『マブ論』がスタートする。本連載は2008年7月3日に『ライムスター宇多丸の「マブ論 CLASSICS」 アイドルソング時評 2000~2008』として単行本化される。
2000年、ヒップホップ専門音楽雑誌blastの5月号にて宇多丸、前原猛、高橋芳朗、古川耕、郷原紀幸による座談会コーナー『ブラスト公論』がスタートする。2006年3月1日に単行本化されたが後に品切れになるが、2010年3月19日に増補新装版として復刊する。2001年11月7日、RHYMESTERの4thシングル「ロイヤル・ストレート・フラッシュ」でKi/oon Musicよりメジャーデビューを果たす。2004年4月6日、スペースシャワーTVの音楽番組『BLOCKS』内の1コーナーとしてキングギドラのMCK DUB SHINEと共にトーク番組第三会議室をスタートさせる。2006年1月21日、漫画家でもある杉作J太郎が監督した映画『任侠秘録 人間狩り』に出演し、映画デビューを果たす。同作品の主題歌はRHYMESTERが2004年2月4日に発売したアルバム『グレイゾーン』に収録されている。2007年1月27日、TBSラジオにて単発の1時間番組『宇多丸独演会』を放送。後に同局で放送されるレギュラー番組『ライムスター宇多丸のウィークエンド・シャッフル』の布石になったとされる。3月31日、RHYMESTERとして初の日本武道館でのライブを達成する。その後1年ほどRHYMESTERとしての活動を休止する。4月7日、TBSラジオにて自身の冠番組『ライムスター宇多丸のウィークエンド・シャッフル』の放送が開始される。2008年4月6日、自身のラジオ番組『ライムスター宇多丸のウィークエンド・シャッフル』において、後の看板コーナーとなる映画評論コーナー「ザ・シネマハスラー(現:週刊映画時評 ムービーウォッチメン)」がスタートする。第1回目に評論した映画は『カンフーくん』だった。
2009年3月20日、TBSラジオにてスタートした小島慶子がメインパーソナリティを務める『小島慶子 キラ☆キラ』の水曜パートナーとしてレギュラー出演。4月、日本国内の放送業界における優秀番組・個人・団体を顕彰する第46回ギャラクシー賞にて、パーソナリティを務めているラジオ番組『ライムスター宇多丸のウィークエンド・シャッフル』（通称「タマフル」）の業績を評価されて、DJパーソナリティ賞を受賞。2010年1月、喉のポリープの除去手術を行い1ヶ月活動を休止する。その間自身のラジオ番組を番組スタッフ、小島慶子、西寺郷太、吉田豪、K DUB SHINE、小西克哉、Mummy-Dなどが代わりに担当した。（術後のため、本人はカンペなどで放送に参加）2月27日、自身のラジオ番組『ライムスター宇多丸のウィークエンド・シャッフル』の映画評論コーナー「ザ・シネマハスラー」が『TAMAFLE BOOK 「ザ・シネマハスラー」』として書籍化される。4月16日、フジテレビ系列局にて放送されていた『1924』のMCを務める。自身にとって初の地上波でのレギュラー番組であった。
2011年2月10日、一般人女性との婚姻を発表。結婚前は映画鑑賞、DVD&書籍購入、モデルガン収集、海外のビデオゲーム、ドイツ製のボードゲームといった趣味に関する収集物で溢れていたが、結婚を契機にこれらを整理することになった。3月28日、自身のラジオ番組『ライムスター宇多丸のウィークエンド・シャッフル』のビデオ映画『タマフル THE MOVIE ~暗黒街の黒い霧~』を発売。監督はSR サイタマノラッパーシリーズで知られる入江悠が担当した。2014年4月2日、TOKYO MXにて放送されていた『ニッポン・ダンディ』の後番組『バラいろダンディ』に水曜レギュラーとして出演。11月5日、BSジャパンにて放送されていたドキュメンタリードラマ『強靭ボディSEXYボディ』にMr.ブルーバック役として出演。自身にとってこれが初のドラマ出演となる。2015年3月27日、自身のラジオ番組『ライムスター宇多丸のウィークエンド・シャッフル』内の特集コーナー「サタデーナイト・ラボ」をまとめた書籍『ライムスター宇多丸のウィークエンド・シャッフル “神回”傑作選 Vol.1』が発売される。
音楽活動のほか、アイドルや映画の評論も手がけ、雑誌などに複数の連載を持ち、書籍化もされている。RHYMESTER以外の活動として、日本語DJ集団「申し訳ナイタズ」では宇多丸申し訳Jr.という名のDJとしても活動している。また、他のアーティストへの楽曲の作詞を手掛けたものとして、Skoop On Somebodyの「December」などがある。

## 芸名について
芸名は桂歌丸及び宇多田ヒカルに由来する。物申す感じが『笑点』でいえば歌丸のポジションだという評判と、当時からスキンヘッドにしていたことに由来する。宇多という字は、宇多田ヒカルが流行っていた時期に、そのまま借用した。ラジオに出演し始めた頃、ラテ欄に「歌丸」と載るのは問題だと思い、宇多田ヒカルの字を当てて「宇多丸」とした。ちなみに、長らく桂には無断で「うたまる」の芸名を使用していたが、2011年12月に桂歌蔵が仲介人になり、同じ芸名である「うたまる（宇多丸)」を使用する許可を得た。その時の様子が2011年12月17日に放送された自身のラジオ番組『ライムスター宇多丸のウィークエンド・シャッフル』にて放送され、その際に自己紹介ラップを披露した。桂歌丸からは「どうぞお名乗りください。宣伝になるから」と快諾された。

## エピソード
- 父親は精神科医の石川信義。ディスコ付設の完全開放病棟を作るなど破天荒な医師であった[13]。デビュー前にもかかわらず、ブッダブランドの存在を知っており、「CDはいつ出るんだ?」と発言し、宇多丸を驚かせた[14][15]。
- 「早稲田大学ソウルミュージック研究会ギャラクシー」では部長を務めた。ちなみにRHYMESTERのメンバーは3人とも部長を務めている。
- スキンヘッドにした理由について、若き頃に漫画『AKIRA』の鉄雄のようにツンツンに髪を立てていたが、そのためにいつも前髪部分にベッタリ整髪料を付けて髪を固めていたので、前頭部の毛穴が死んでハゲ上がってしまい、やむなくスキンヘッドに移行したという。
- 1994年に大ヒットしたEAST END×YURI『DA.YO.NE』の歌詞にある「佐々木」とは宇多丸のことであり、PVにも出演している。
- 2001年に『笑っていいとも!』のテレフォンショッキングにRHYMESTERの3人で出演した際、モーニング娘。のTシャツを着て登場し、タモリに突っ込まれていた。
- 三浦大知のファンであると公言しており（Folder時から）、2006年『No Limit featuring 宇多丸(from RHYMESTER)』に参加を果たす。mixi内のコミュニティ「だいちゃー増殖計画」にて「だいちゃー522号（名誉会員）」となる。
- Perfumeをインディーズ時代から注目し、「アイドル界最後の希望」「Perfumeがダメなら、このジャンル（テクノポップ）はもう終わり」と語っている[16]。「ライムスター宇多丸のウィークエンド・シャッフル」にしばしばPerfumeをゲストに招いているほか、Perfumeのアルバム『GAME』の収録曲「シークレットシークレット」のPVでは真っ赤なスーツに金髪おかっぱ頭の司会者としてカメオ出演を果たす。
- アニメ『ザ・シンプソンズ』の劇場版製作に際し、テレビ版で吹き替えを務めていた声優から芸能人に変更されたことに反対した著名人の1人である。同じく声優変更に反対するミュージシャンの小宮山雄飛、漫画家のしまおまほと3人で、自身のラジオ番組で声優変更について激論をしている[17]。
- 2008年夏でのベストゲームに『BULLY』を挙げている。その紹介とプレイスタイルを披露するため、『ファミ通Wave』DVDに2ヶ月連続で出演。表紙に自分の写真が小さく掲載されたが、「あのスネーク（MGS4）と同じ舞台に立てた!」と大変に喜んだ。
- キューンレコード所属アーティストのブログアクセスのランキングページを、自らのブログに貼り付け、毎週その順位の変動を分析したり、明らかに異常な変動に関しては、不備を指摘している。RHYMESTERのブログはその中で常に上位に位置している。
- ラジオ番組『ライムスター宇多丸のウィークエンド・シャッフル』内の映画評論コーナー「シネマハスラー」において、『ハート・ロッカー』の結末の解釈をめぐって町山智浩と論争に発展したことがある。『私の優しくない先輩』の批評に対しては、監督の山本寛が自身のブログにおいて反論を行った。
- ラジオ番組『アフター6ジャンクション』の2023年2月9日（木曜日）放送分では、木曜パートナーの宇内梨沙（TBSアナウンサー）に関して、前日（同月8日）に週刊文春の電子版で報じられた半同棲報道[18]について言及。犯罪性も公共性もなく望まない形で記事として取り上げられることが「（一般論として）端的に言って暴力だと思う」「普通に許されないこと」と批判し、怒りをあらわにした。

## 作品

### 客演
- MELLOW YELLOW『MELLOW YELLOW BABY』 (1995年7月21日)
  1.  嫌いじゃない (feat. MC SHIRO)
- DOHZI-T&DJ BASS『蜃気楼』 (1996年10月23日)
  1.  WORD CUP '96 (feat. ROCK-Tee, CRAZY-A, MC仁義, KENSEI, GAKU, MC SHIRO, K.I.N., PESSY PES, RADICAL FREAKS & BY PHAR THE DOPEST)
- 三木道三『いいじゃん〜MIKI FM試験放送〜』 (1998年3月21日)
  1.  いいじゃん (feat. MC SHIRO & T.A.K.THE RHYMEHEAD)
- 三木道三『MIKI-FM 1998メガヘルス』 (1998年4月21日)
  1.  いいじゃん (セクハラミックス) [feat. MC SHIRO]
  2.  いいじゃん (ジゴロミックス) [feat. MC SHIRO & T.A.K.THE RHYMEHEAD]
- BY PHAR THE DOPEST『By Phar The Dopest』 (1998年6月18日)
  1.  PAYBACK (報復) '98 [feat. MC SHIRO]
- DJ TONK『Reincarnation』 (2000年3月30日)
  1.  バースデイ (feat. 歌丸)
- MICADELIC『FUNK JUNK 増刊号』 (2000年6月25日)
  1.  有視徹戦 (Remix) [feat. 宇多丸]
- KOHEI JAPAN『The Adventures of KOHEI JAPAN』 (2000年8月31日)
  1.  夜の狩人 (feat. キエるマキュウ & 宇多丸)
- キエるマキュウ『TRICK ART』 (2000年11月30日)
  1.  土曜日の実験室 (feat. 宇多丸)
- DJ OASIS『社会の窓 (キ・キ・チ・ガ・イ PART II)』 (2000年12月16日)
  1.  社会の窓 (キ・キ・チ・ガ・イ PART II) [feat. 宇多丸]
- アルファ『サンオイル (feat. 宇多丸 & 永積タカシ)』 (2001年6月20日)
  1.  サンオイル (feat. 宇多丸 & 永積タカシ)
- DJ OASIS『キ・キ・チ・ガ・イ』 (2001年4月25日)
  1.  キ・キ・チ・ガ・イ (feat. 宇多丸 & K DUB SHINE)
- DJ HASEBE　『OLD NICK RADIO SHOW』 (2002年5月29日)
  1.  THE ULTIMATE BEATBOMB (feat. 宇多丸 & 飛葉飛火)
- アルファ & DJ TASAKA 『エンドルフィン』 (2002年11月13日)
  1.  イーアル雀拳 (feat. 宇多丸)
- KOHEI JAPAN『Funky 4 U』 (2003年4月11日)
  1.  スパンキー☆スパンクのテーマ (feat. Spanky Spank)
- L.L.COOL J太郎『プッチRADIO』 (2003年4月25日)
  1.  ロバート・デ・ニーロになれなかったよ (feat. 宇多丸)
- DJ HIROnyc『HARLEM ver.3.0』 (2004年6月23日)
  1.  I don’t know (feat. Adya & 宇多丸)
- HALCALI『音樂ノススメ』 (2004年11月24日)
  1.  若草DANCE (feat. 宇多丸)
- DJ OASIS『世界一おとなしい納税者 (カモ)』 (2004年11月10日)
  1.  世界一おとなしい納税者 (カモ) [feat. 宇多丸]
- NONA REEVES『ラヴ・アライヴ」 (2005年11月23日)
  1.  ラヴ・アライヴ (feat. 宇多丸)
- TAICHI MASTER『DISCO-NNECTION』 (2005年3月30日)
  1.  あ・い・ど・る (feat. RYOJI×宇多丸)
- 三浦大知『No Limit』 (2006年1月11日)
  1.  No Limit (feat. 宇多丸)
- DISCO TWINS 『TWINS DISCO』 (2006年8月23日)
  1.  DISCO TWINS'INFERNO (feat. 宇多丸)
- Full Of Harmony『W』 (2007年4月4日)
  1.  KABUKI道 DX (feat. 宇多丸)
- HALCALI『サイボーグ俺達』 (2007年7月18日)
  1.  ドライバーズ・ライセンス (feat. 宇多丸)
- Mr.BEATS a.k.a. DJ CELORY『BEAUTIFUL TOMORROW』 (2008年1月16日)
  1.  大人の責任 (feat. CRAZY KEN、宇多丸 & K DUB SHINE
- 中塚武『Kiss&Ride』 (2008年9月17日)
  1.  My Honey X with 宇多丸@Rhymester
- サイプレス上野とロベルト吉野『WONDER WHEEL』 (2009年1月21日)
  1.  MASTERSオブお家芸 (feat. 宇多丸)
- Radio Aktive Project『neworlder』 (2009年5月27日)
  1.  24 -Twenty Four- (feat. 宇多丸)
- YOU THE ROCK★『ザ・ロック』 (2009年7月22日)
  1.  リザレクション (feat. DEN & 宇多丸)
- 危険日チャレンジガールズ! (TBSラジオ「エレ片のコント太郎」の企画ユニット)『FUNKY FUN!!!』 (2010年12月25日)
  1.  FUNKY FUN!!! (feat. 宇多丸&西寺郷太) 〈※配信限定〉
- DJ PMX『4 My City II』 (2011年8月10日)
  1.  4 My City II (feat. 宇多丸, DABO, YOUNG DAIS, TWO-J, Mr. OZ, CHRiSTY, "E"qual, 籠獅 -ROWSHI-, G. CUE, U-PAC, SHINGO☆西成, 大地, BIG RON, K DUB SHINE, TERRY, YOYO-C, SIMON, BUZZ, ZANG HAOZI, Kayzabro)
- TOJIN BATTLE ROYAL『D.O.H.C』 (2012年6月13日)
  1.  フィジカル要らん兵 (feat. 宇多丸)
- DJ PMX『THE ORIGINAL II』 (2012年9月5日)
  1.  Three The Hard Way (feat. 宇多丸、高木完 & ECD)
- 松井寛『Mirrorball Flare + Royal Mirrorball Discotheque』 (2014年3月12日)
  1.  Universe of Love (feat. 宇多丸)
- K DUB SHINE『物騒な発想 (まだ斬る!!)』 (2014年3月19日)
  1.  物騒な発想 (まだ斬る!!) [feat. 宇多丸 & DELI]
- 藤井隆『Coffee Bar Cowboy』 (2015年6月17日)
  1.  Quiet Dance (feat. 宇多丸)
- KREVA『AFTERMIXTAPE』 (2019年9月18日)
  1.  それとこれとは話がべつ！ feat. 宇多丸, 小林賢太郎
- ザ・リーサルウェポンズ『シューティングスターレディオ feat. 宇多丸, スーパー・ササダンゴ・マシン』 (2022年10月26日)
  1.  シューティングスターレディオ feat. 宇多丸, スーパー・ササダンゴ・マシン

### DJ
- 『申し訳ないとフロム赤坂 アーバンMIX』（2008年4月16日）
  1.  宇多丸申し訳Jr.アーバンMIX1
  2.  宇多丸申し訳Jr.アーバンMIX2

## 書籍
- 『ライムスター宇多丸の「マブ論classics」 アイドルソング時評2000－2008』（白夜書房、2008年7月、のち知恵の森文庫） - ISBN 978-4861914058
- 『マイ☆メッセージ 〜20人のアーティストが今、最も伝えたいこと〜』（いそっぷ社、2004年6月） 共著：向井秀徳(Number Girl/ZAZEN BOYS)、木村世治(ゼペット・ストア)ほか
- 『ブラスト公論 - 誰もが豪邸に住みたがってるわけじゃない』（シンコーミュージック・エンタテイメント、2006年3月、2010年3月に増補新装版、2018年1月に増補して徳間文庫）共著：前原猛、高橋芳朗、古川耕、郷原紀幸 - ISBN 978-4401633876
- 『ザ・シネマハスラー』（白夜書房 、2010年2月） 編：TBSラジオ「ライムスター宇多丸のウィークエンド・シャッフル」 - ISBN 978-4861915574
- 『ライムスター宇多丸のウィークエンド・シャッフル “神回”傑作選 Vol.1』TBSラジオ「ライムスター宇多丸のウィークエンド・シャッフル」 (編集)　スモール出版 2015 - ISBN 978-4905158264
- 『ババァ、ノックしろよ!』TBSラジオ「ライムスター宇多丸のウィークエンド・シャッフル」 (編集)　リトル・モア 2016 - ISBN 978-4898154519
- 『ライムスター宇多丸の映画カウンセリング』新潮社 2017 - ISBN 978-4103505617
- 『ライムスター宇多丸の「ラップ史」入門』（宇多丸,高橋芳朗, DJ YANATAKE, 渡辺志保著,　NHK-FM「今日は一日“RAP"三昧」制作班 (編集)　NHK出版 2018 - ISBN 978-4140817551
- 『森田芳光全映画』（宇多丸、三沢和子 編・著）リトル・モア 2021 - ISBN 978-4898155455

### 雑誌
- 『blast』「B-BOYイズム」「怪電波フロム神保町」「ブラスト公論」（シンコーミュージック、創刊 - ） : 日本のヒップホップ界随一の論客の呼び声も高い。
- 『BUBKA』「マブ論」 : アイドル歌謡に関するコラム。
- フリーマガジン『V.A.』「RHYMESTER宇多丸の　ま〜たお前はTSUTAYAばかり行って！」（TSUTAYA、-2007年3月号）

### その他
- アメリカ産ヒップホップの日本盤CDライナーノーツを多数執筆（本名の佐々木士郎名義）。
- 藤子・F・不二雄大全集『モジャ公』（2012年、小学館）の解説を執筆。

## 出演

### テレビ
- 第三会議室 (スペースシャワーTV、2004年4月-) ※レギュラー出演
- MTV SCREEN supported by Haagen-Dazs / 映画廃人 (MTV JAPAN、2006年10月-終了)
- MTV SCREEN supported by Haagen-Dazs / 善兵衛と鉄兵衛 (MTV JAPAN、2009年3月終了)
- MTV SCREEN supported by Haagen-Dazs / ダイマル映画宣伝社 (MTV JAPAN、2009年10月 - )
- 博士の異常な鼎談 (TOKYO MX、2010年1月7日、1月14日、1月21日)
- 1924 (フジテレビ、2010年4月16日 - 2011年3月) ※レギュラー出演
- antenna (テレビ大阪、2011年1月 - 3月) ※レギュラー出演
- 〜心に響く言葉の総合バラエティ〜世界は言葉でできている (フジテレビ、2011年3月26日・2011年9月25日) ※パイロット版
- 5時に夢中!サタデー (TOKYO MX、2011年4月2日 - 2014年3月) ※レギュラー出演
- antenna II (テレビ大阪、2011年7月 - 9月) ※レギュラー出演
- シロウト名鑑 (テレビ東京、2011年7月 - 9月) ※不定期出演
- 世界は言葉でできている（フジテレビ、2011年10月 - ）※不定期出演
- マツコの知らない世界 (TBS、2011年10月28日)
- ギルガメッシュLIGHT (BSジャパン、2012年1月13日) ※レギュラー出演
- れんまん! (NHK、2012年8月19日、8月26日・2013年1月5日、1月6日、8月10日、8月11日、8月17日、8月18日)
- ニノさん (日本テレビ、2013年11月24日)
- バラいろダンディ (TOKYO MX、2014年4月2日 - ) ※レギュラー出演
- アカデミーナイト (TBS、2014年4月17日-12月25日) ※レギュラー出演
- タモリ倶楽部 (テレビ朝日)不定期出演
- 強靭ボディSEXYボディ (BSジャパン、2014年11月5日 - ) ※ドラマ初出演[19]。 ※レギュラー出演
- Eテレ・ジャッジ (NHK Eテレ、2015年8月25日、9月1日、9月8日、10月6日、10月13日、10月20日、10月27日、11月3日・2016年2月9日)
- 誰にも話してないんですが、実は… ～すべてがリアルなカミングアウト～ (テレビ東京、2016年6月13日)
- 千原ジュニアのヘベレケ (東海テレビ、2016年7月15日)
- いっぷく! (TBS、2014年12月25日) ※不定期出演
- SWITCHインタビュー 達人達（Eテレ、2018年7月7日）

### ラジオ
- ストリーム (TBSラジオ、2006年11月23日・2007年3月30日, 6月8日, 8月10日・2008年1月11日, 1月18日）
- 宇多丸独演会（TBSラジオ、2007年1月27日）
- ライムスター宇多丸のウィークエンド・シャッフル（TBSラジオ、2007年4月7日 - 2018年3月31日）※パーソナリティ
- Taboo Songs〜封印歌謡大全（TBSラジオ、2007年7月22日）
- エレ片のコント太郎（TBSラジオ、2007年8月29日・2015年8月15日）
- Taboo Songs2 蘇る封印歌謡（TBSラジオ、2007年12月27日）
- 小島慶子 キラ☆キラ（TBSラジオ、2009年3月20日-2012年3月）※水曜パートナーとしてレギュラー出演
- BATTLE TALK RADIO アクセス（TBSラジオ、2009年6月18日, 7月1日, 8月19日・2010年2月10日, 3月17日, 3月30日）
- ザ・トップ5（TBSラジオ、2011年10月4日）
- 高橋芳朗 HAPPY SAD（TBSラジオ、2011年12月18日）
- 山里亮太の不毛な議論（TBSラジオ、2012年2月22日）
- たまむすび（TBSラジオ、2012年12月11日・2016年4月22日）
- 大竹まこと ゴールデンラジオ!（文化放送、2014年1月22日）
- 伊集院光の週末TSUTAYAに行ってこれ借りよう! （TBSラジオ、2014年4月4日, 4月18日）
- 荻上チキ・Session-22（TBSラジオ、2014年4月23日・2015年8月26日）
- RIP SLYME SHOCK THE RADIO（TOKYO FM、2015年1月9日）
- 週末お悩み解消系ラジオ ジェーン・スー相談は踊る（TBSラジオ、2015年2月21日・2016年2月20日 代行MC）
- ミュ〜コミ+プラス（ニッポン放送、2015年7月29日）
- プレイステーション presents ライムスター宇多丸とマイゲーム・マイライフ（TBSラジオ、2017年4月 - 2022年3月）※パーソナリティ
- 都市型生活情報ラジオ 興味R（2017年8月21日、TBSラジオ） - 週替わりアシスタント
- アフター6ジャンクション（TBSラジオ、2018年4月2日 - ）※パーソナリティ、2023年10月2日からの『アフター6ジャンクション2』でも続投
- 山崎怜奈の誰かに話したかったこと。（TOKYO FM、2023年4月11日） - トークコーナー「誰かに聞きたかったこと。」ゲスト

### インターネットテレビ
- ライムスター宇多丸のVATV！＠アメスタ (アメーバスタジオ、2009年3月-)
- THE GRAND MASTER SHOW (Ustream、2015年7月14日、BOSS TALKのコーナーのみの出演)
- 輝け！AbemaTV AWARDS（2016年12月31日、2017年12月29日、2018年12月30日[20]、AbemaTV） - AWARDプレゼンター
- ライムスター宇多丸の水曜 THE NIGHT (AbemaTV、2016年4月13日-2020年4月30日) ※レギュラー出演
- ライムスター宇多丸の日曜Abemaロードショー（2017年4月9日 - 2018年6月24日、AbemaTV）
- X The NIGHT 2周年記念SP（2018年4月29日、AbemaTV）[21]

### その他
- ボンカレーネオ誕生祭（2009年2月11日[22]）
- 龍が如く8（2024年1月26日にセガより発売のゲーム作品） - 「ウタマル」役[23]

## 受賞
- ギャラクシー賞 - 2009年度（第46回）DJパーソナリティ部門[24]
- キネマ旬報ベスト・テン 読者賞 - 2019年（第93回）（連載『2018年の森田芳光』により、三沢和子とともに受賞）[25]
- 淀川長治賞 - 2025年[26]